# Nephodia bonitaria
Nephodia bonitaria är en fjärilsart som beskrevs av Jones 1921. Nephodia bonitaria ingår i släktet Nephodia och familjen mätare. Inga underarter finns listade i Catalogue of Life.